# 濱村弘一
濱村弘一（日语：／ Hamamura Hirokazu，1961年2月8日—），日本企業家、编辑，出生于大阪府。笔名濱村通信。
濱村1985年从早稻田大学第一文学部毕业后，在JICC出版局（现宝岛社）担任电脑游戏编辑，后进入ASCII担任《Login》编辑，并从《Fami通》创刊时参与编辑。濱村1990年就任《Fami通》副主编，1992年担任主编，2002年由加藤克明接替。濱村后曾担任Enterbrain总裁兼CEO、角川公司常务董事。现为角川多玩国董事。